# Kisvárda
Kisvárda är en stad i distriktet med samma namn i provinsen Szabolcs-Szatmár-Bereg i nordöstra Ungern. Kisvárda hade år 2001 totalt 18 220 invånare.
Magda Eggens, ungerskfödd judinna som överlevt förintelsen och verksam författare i Sverige är född och uppvuxen här.

## Sport
- Kisvárda Football Club eller Kisvárda-Master Good Football Club – fotbollsklubb.[3]
- Várkerti Stadion som har en publikkapacitet på 2 750 åskådare.

### Fotnoter
1. ↑  ”Kisvárda”. Nationalencyklopedin. https://www.ne.se/uppslagsverk/encyklopedi/l%C3%A5ng/kisvarda. Läst 21 september 2018.
2. ↑  Ying Toijer-Nilsson (5 december 2005). ”Skakande iakttagelser om kriget” (på svenska). Svenska dagbladet. https://www.svd.se/skakande-iakttagelser-om-kriget. Läst 21 september 2018.
3. ↑  ”Kisvárda FC på hungarianfootball”. Arkiverad från originalet den 21 maj 2023. https://web.archive.org/web/20230521113432/https://www.hungarianfootball.com/kisvarda-master-good-fc/. Läst 12 maj 2022.